# Ali Merza
Ali Merza (født 7. juli 1988) er en bahrainsk håndboldspiller, der spiller for Al-Najma og Bahrains håndboldlandshold. 
Han deltog under VM i håndbold 2017.